# Akusilaos z Argos
Akusilaos z Argos (gr. Ακουσίλαος ο Αργείος, V w. p.n.e.) – kosmogonista i historyk grecki.
Pozostawił po sobie jedynie fragmenty dzieł: Genealogiai, Kosmogoniai oraz Theogoniai. Zasób mitów hezjodejskich uzupełnił mitami argolidzkimi. Stosował typową dla logografów jońskich prymitywną chronologię.
Księga Suda  (α 942)  nazwała go „najstarszym z badaczy”, podała także, iż źródłem informacji Akusilaosa były brązowe tablice, które jego ojciec odkopał w pobliżu domu. Podstawę źródłową dzieła  stanowiły wcześniejsze utwory poetyckie, w tym epos Foronis Hellanikosa, ale szczególną rolę musiały odgrywać utwory Hezjoda, skoro Akusilaosa oskarżano niekiedy o wtórność i kopiowanie dzieł poety z Askry. Że jest to ocena powierzchowna, świadczyć mogą dwa zachowane fragmenty, w których genealogie i interpretacje mityczne Akusilaosa różnią się od wersji Hezjoda. Jego praca, jak możemy wnioskować z nielicznych ocalałych fragmentów, miała szeroki zakres tematyczny i dotyczyła zarówno kwestii teogonicznych, jak i mitów heroicznych (początki bogów, walki z Gigantami, ale także potomstwo Deukaliona oraz prace Heraklesa). Zapewne właśnie ze względu na tę rozległość poruszanych zagadnień Apollodor przywołał Akusilaosa aż 10 razy. Tylko jeden fragment  może wskazywać na obecność w Genealogiach interpretacji materiału dotyczącego mitów. Uważa się więc, iż autor skupiał się na wyłożeniu i pogodzeniu rozbieżnych wersji opowieści. Także w jego przypadku zasadą porządkującą materiał były linie genealogiczne.
Dzieło Akousilaosa pozostawało w obiegu przez wieki po jego opublikowaniu na początku V wieku p.n.e. jako jeden z najwcześniejszych przykładów greckiej prozy. Dionizjos z Halikarnasu w I wieku p.n.e. przypisywał popularność i przetrwanie tych wczesnych historii ich urokowi i cudownym mitom, które zawierały. Praca Akousilaosa była również przydatna jako wiarygodne źródło mitów już w IV wieku p.n.e., jak pokazuje świadectwo Platona, a później dla kompilatorów podręczników do mitologii, takich jak Apollodor, oraz dla aleksandryjskich gramatyków.

## Poglądy
Prapoczątkiem wszystkiego był w jego przekonaniu Chaos, będący źródłem dla takich zasad, jak: Mrok (męskość i nieograniczoność), Noc (element żeński), Aether (światło), Eros (życie) i Metis (rozum).